# 上田善七

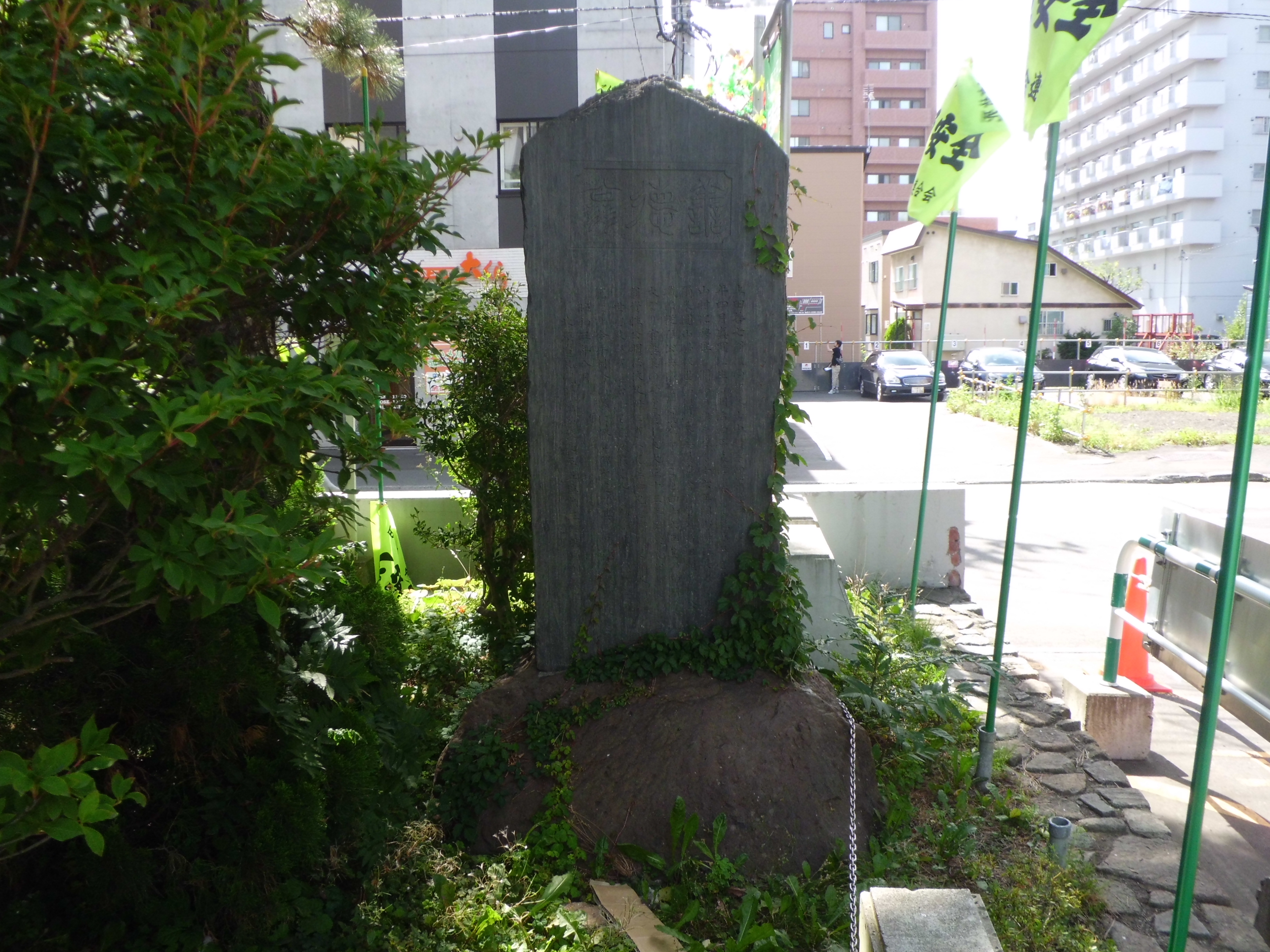
円山会館の「善徳翁」碑

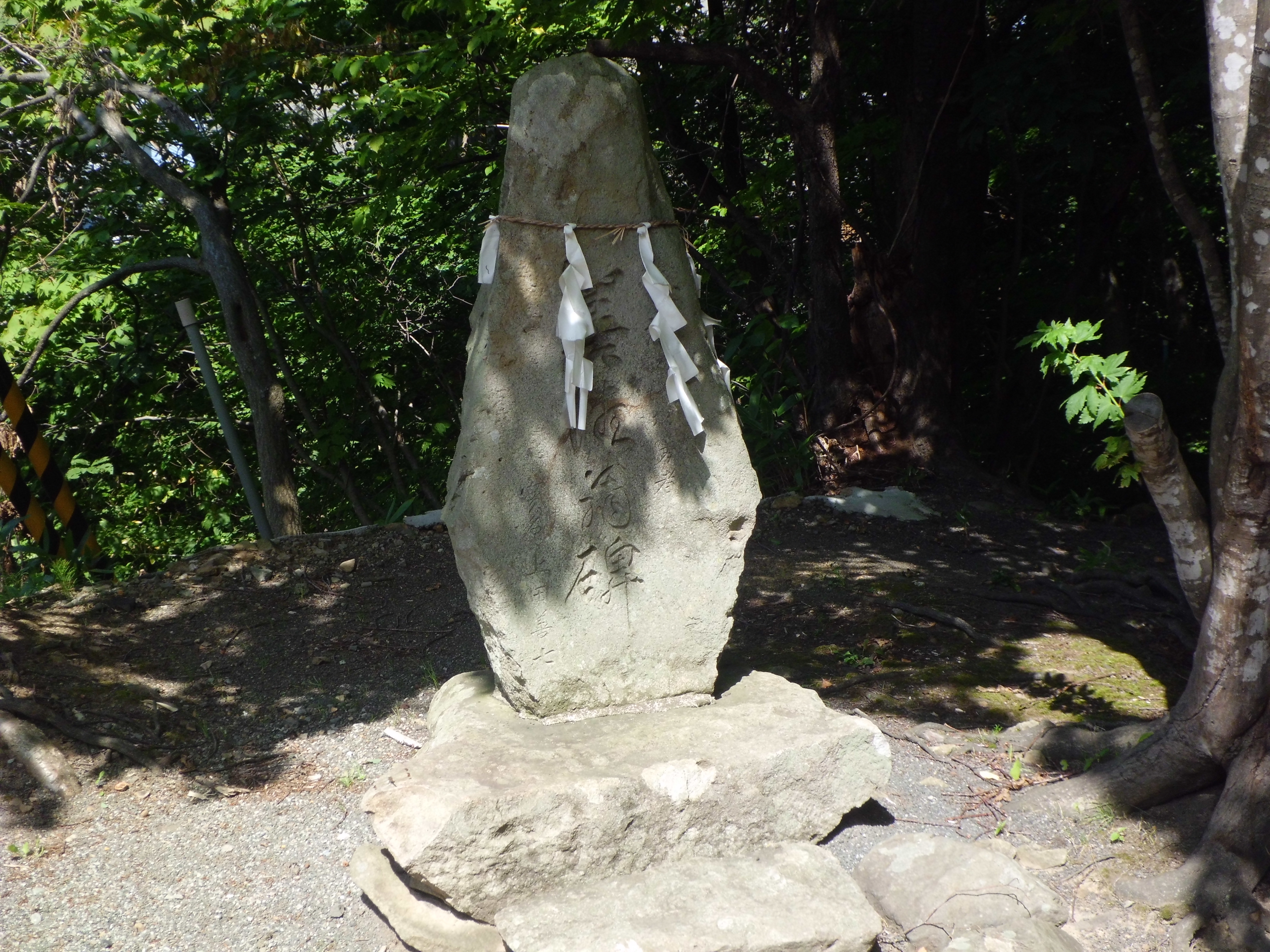
円山西町神社の「善徳翁」碑

上田 善七（うえだ ぜんしち、1854年〈安政元年〉- 1932年〈昭和7年〉）は、北海道札幌市中央区円山の基礎を築いた開拓者たちの中心人物。
同様に円山の発展に尽くした上田万平の弟である。

## 来歴
1854年（安政元年）、南部藩士・中村甚四郎の3男として生まれるが、兄の万平ともども上田家の養子となり以後は当家の姓を名乗る。 
1871年（明治4年）3月、開拓使の募集に応じて万平とともに円山に入植する。
1874年（明治7年）、開拓使の農業現術生となるが、命令により約1年間の樺太警備に回される。帰還後は開拓使刑法局囚獄課詰となり、また農業の勉強を再開して1級農業現術生となる。その後いったんは開拓使民事局で働くが、1880年（明治13年）に退職する。
1883年（明治16年）には円山教育所の世話係となり、学田経営にあたる。また1900年（明治33年）には学務委員となる。
1914年（大正3年）、北海道庁の許可を得て、万平とともに円山登山道を切り開いた。
1915年（大正4年）、円山消防組を組織し、その組頭を務める。さらに藻岩村衛生組合長としても働く。一方、農業面でも精力的に活動を続けており、村農会長や畜牛組合藻岩村を歴任する。
1932年（昭和7年）没。享年79。